# Igor Szkolik
Igor Anatoljewicz Szkolik (ros. Игорь Анатольевич Школик, ur. 9 stycznia 2001 w Siewierodwińsku) – rosyjski piłkarz grający na pozycji środkowego lub ofensywnego pomocnika w białoruskim klubie Dynama Mińsk.